# Škoda Hispano Suiza 25/100 PS
Der Škoda Hispano Suiza 25/100 PS, auch Škoda Lizenz Hispano Suiza 25/100 PS genannt, war ein Oberklasse-Pkw, der von 1926 bis 1929 vom tschechischen Industriekonzern Škoda hergestellt wurde. Das Fahrzeug war ein Lizenznachbau des Hispano-Suiza H 6 B.

## Modellgeschichte
Anfang der 1920er Jahre plante Škoda im Zuge einer umfassenden Restrukturierung auch den Bau eines eigenen Oberklasse-Automobils und erwarb deshalb 1924 vom spanisch-französischen Automobil- und Rüstungsunternehmen Société Française Hispano-Suiza eine Produktionslizenz für deren Spitzenerzeugnis H 6 B. Dieses Fahrzeug, 1919 als H 6 vorgestellt, galt als eines der besten auf dem Markt. 1925 kam es zu einer Fusion zwischen Škoda und dem Automobilhersteller Laurin & Klement, wodurch der Konzern das Know-how für den Automobilbau erhielt. Die Fertigung des 25/100 PS begann noch 1925 bei Škoda in Pilsen. Einer der ersten Kunden war die tschechoslowakische Regierung, die am 25. Juli 1925 einen 25/100 PS als Dienstwagen für Präsident Tomáš Garrigue Masaryk bestellte. Der Wagen wurde im Mai 1926 ausgeliefert.
Die Produktion des aufwendig herzustellenden und sehr teuren Wagens endete 1929; der letzte wurde im folgenden Jahr ausgeliefert. Die Produktion belief sich auf mindestens 50 und höchstens 101 Fahrzeuge.

## Technik
Das Fahrzeug entspricht weitgehend dem Hispano Suiza H 6 B. Der wassergekühlte Reihensechszylinder-Viertaktmotor hat einen Hubraum von 6654 cm³ und eine Leistung von 100 PS (74 kW). Er beschleunigt das Fahrzeug bis auf 140 km/h. Der Leichtmetallmotor ist von einem V12-Flugzeugtriebwerk abgeleitet, von dem nur eine Zylinderbank benötigt wurde. Er hat 12 im Motorblock stehende Ventile und Doppelzündung. Der Motor hat 100 mm Bohrung und 140 mm Hub. Rechnerisch sind das 6597 cm³ Hubraum. Allerdings geben zwei Quellen 6654 cm³ Hubraum an. Die Motorleistung beträgt 135 bhp bei 2600/min. Das maximale Drehmoment beträgt 475 Nm bei 1600/min. Die geringere Leistung des 25/100 PS ist auf ein kleineres Verdichtungsverhältnis zurückzuführen, das der geringeren Oktanzahl des Treibstoffs geschuldet war.
Das an den Motorblock angeflanschte Dreiganggetriebe ist unsynchronisiert. Über eine Kardanwelle wird die Leistung an die Hinterräder weitergeleitet. Der Kastenrahmen des Wagens besteht aus genieteten Stahl-U-Profilen. Das Fahrzeug hat vorn und hinten Starrachsen, die an Halbelliptikfedern aufgehängt sind, und Hebelstoßdämpfer System Houdaille. Eine Besonderheit der H.6-Baureihe ist ihr mechanischer Bremskraftverstärker.
Alle Aufbauten waren in Holz-Stahl-Mischkonstruktion ausgeführt und wurden nach Kundenwunsch gebaut. Es ist nicht bekannt, ob und welche Versionen als Werkskarosserien offeriert wurden. Škodas hauseigene Karosserieabteilung steuerte insgesamt 23 Aufbauten bei, die übrigen Fahrgestelle erhielten Aufbauten von Spezialbetrieben.

## Hispano-Suiza 25/100 PS heute

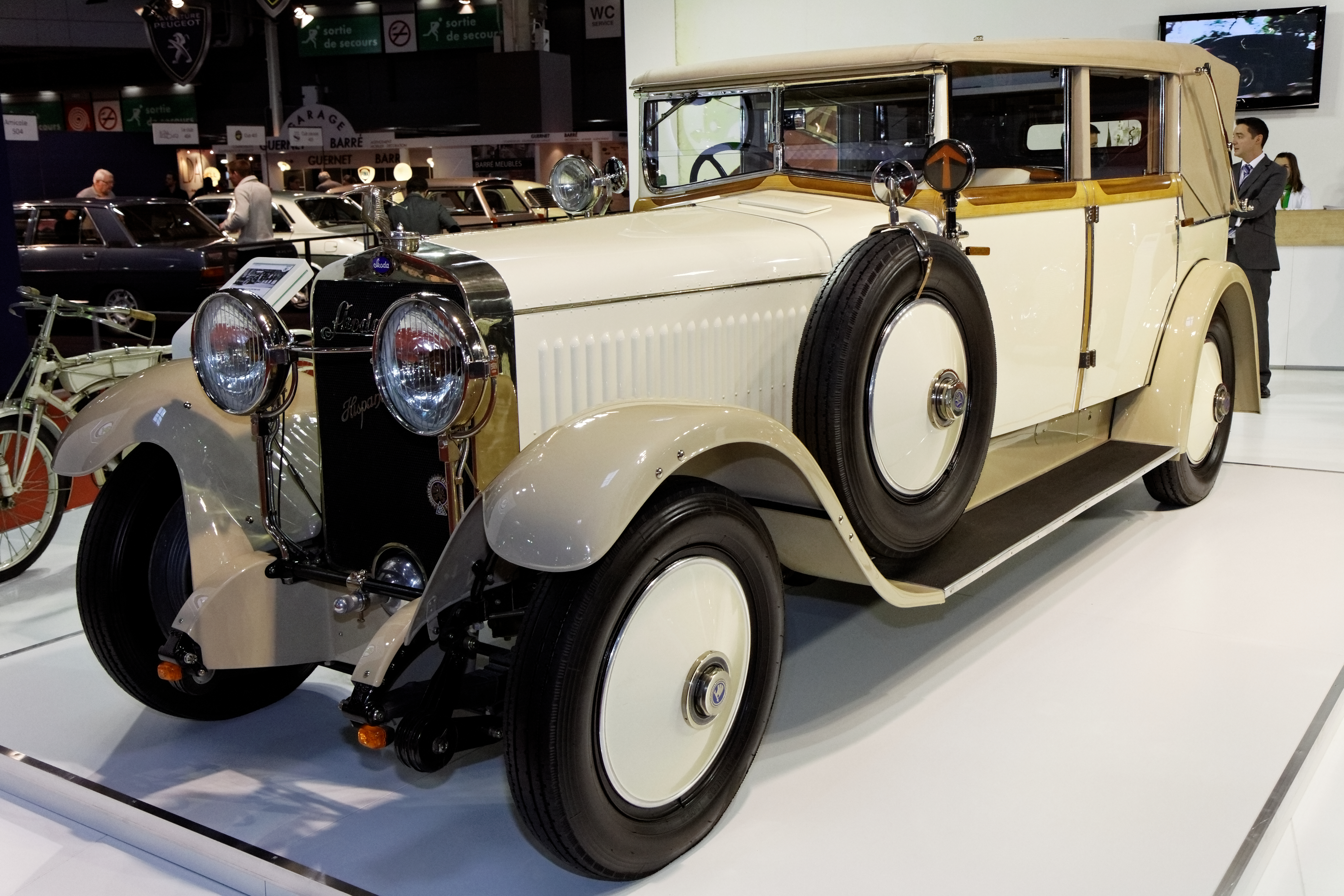
Škoda Hispano-Suiza 25/100 PS Jech Berline Décapotable (1928) an der Rétromobile 2012 in Paris

Es existieren nur noch fünf Fahrzeuge, darunter ein von J. O. Jech in Prag als Berline Décapotable aufgebautes Fahrzeug (ein großes, viertüriges Vollcabriolet mit Separation).